# 方蒂娜·勒萨弗尔
方蒂娜·勒萨弗尔（法語：Fantine Lesaffre，1994年11月10日—）生于鲁贝，是一名法国女子游泳运动员，主攻混合泳。她的父亲Patrice和叔叔Bruno都曾是国家游泳队成员，其中叔叔Bruno曾参加1984年洛杉矶奥运。她在学步的时候便开始学习游泳，14岁时开始从事竞技游泳。她的家乡鲁贝有一座游泳池以她和她祖母的名字命名。